# Hilde Krahwinkel Sperling
Hilde Krahwinkel, gift Sperling, född 26 mars 1908 i Essen, Tyskland, död 7 mars 1981 i Helsingborg var en högerhänt tennisspelare. Hilde Krahwinkel var vid sidan av Cilly Aussem, Gottfried von Cramm och Henner Henkel en av de stora tyska tennisspelarna under 1930-talet. Hon var den framgångsrikaste tyska kvinnliga spelaren före Steffi Graf med tre singeltitlar och en mixed dubbel-titel i Grand Slam (GS)-turneringar. Hon betraktas som en av de främsta grusspelarna genom tiderna.

## Tenniskarriären
Hilde Krahwinkel spelade sina första GS-turneringar 1930, och nådde tillsammans med landsmannen Daniel Prenn mixed dubbel-finalen i Wimbledonmästerskapen. Det tyska paret förlorade denna mot paret Jack Crawford/Elizabeth Ryan. Året därpå, 1931, nådde hon singelfinalen i Wimbledon. Hon mötte där landsmaninnan Cilly Aussem, i den första heltyska finalen i mästerskapen. Båda spelarna led under matchen svårt av sår och blåsor på fötterna, förmodligen beroende på att de använt undermåliga skor under turneringen. Detta sägs menligt ha inverkat på matchkvaliteten. Aussem vann med 6-2, 7-5.
Säsongen 1933 vann Hilde Krahwinkel tillsammans med Gottfried von Cramm mixed dubbel-titeln i Wimbledon, och 1935 vann hon sin första av tre konsekutiva singeltitlar i Franska mästerskapen. I samtliga singelfinaler var hennes motståndare fransyskan Simone Mathieu, vilken Krahwinkel besegrade med 2-0 i set alla tre gångerna. 
Säsongen 1935 vann hon singeltiteln i Italienska mästerskapen i Rom, som betraktas som den förnämsta grusturneringen efter Franska mästerskapen. Säsongen därpå, 1936, nådde hon för andra gången final i Wimbledonmästerskapen. Hon förlorade denna mycket jämna final mot den amerikanska spelaren Helen Jacobs (2-6, 6-4, 5-7).
Hilde Krahwinkel var 1932-39 tysk mästare i singel fem gånger, i dubbel två gånger och i mixed dubbel tre gånger. 
Hon avstod från 1938 från internationella tävlingar till följd av det andra världskrigets utbrott. Hon fortsatte att spela tävlingstennis efter krigsslutet och vann sin sista internationella turnering 1950.  

## Spelaren och personen
Hilde Krahwinkel var en lång blond person som spelade ett envist, outtröttlig baslinjespel vilket gjorde henne till en enastående grusspelare och en av de främsta genom tiderna. Hennes grundslag var dock inte stilrena. Enligt en av hennes konkurrenter, Helen Jacobs, berodde detta på en medfödd defekt i några av högerhandens figrar, vilket inverkade på hennes sätt att gripa om racketskaftet. Krahwinkel var som spelare relativt långsam, men hade en enastående förmåga att läsa spelet och alltid vara rätt placerad i banan. 
Hilde Krahwinkel gifte sig 1934 med en dansk, Svend Sperling, varefter hon blev dansk medborgare, vilket hon förblev till sin död. Hon var under senare delen av sitt liv en hängiven och duktig golfspelare.

## Grand Slamfinaler, singel (5)

### Titlar (3)
| År   | Mästerskap              | Finalmotståndare | Setsiffror |
| 1935 | Franska mästerskapen    | Simone Mathieu   | 6-2, 6-1   |
| 1936 | Franska mästerskapen(2) | Simone Mathieu   | 6-3, 6-4   |
| 1937 | Franska mästerskapen(3) | Simone Mathieu   | 6-2, 6-4   |

### Finalförluster (2)
| År   | Mästerskap            | Finalmotståndare  | Setsiffror    |
| 1931 | Wimbledonmästerskapen | Cilly Aussem      | 6-2, 7-5      |
| 1936 | Wimbledonmästerskapen | Helen Hull Jacobs | 6-2, 4-6, 7-5 |

## Övriga Grand Slam-titlar
- Wimbledonmästerskapen
  - Mixed dubbel - 1933